# 哈爾瓦奧爾霍山 (萬卡韋利卡區)
12°54′15″S 75°10′06″W / 12.90417°S 75.16833°W
哈爾瓦奧爾霍山（Qarwa Urqu），是秘魯的山峰，位於該國中南部萬卡韋利卡大區，由萬卡韋利卡省的萬卡韋利卡區負責管轄，屬於瓊塔山脈的一部分，海拔高度4,600米。